# Hesperolinon adenophyllum
Hesperolinon adenophyllum là một loài thực vật có hoa trong họ Linaceae. Loài này được (A. Gray) Small mô tả khoa học đầu tiên năm 1907.